# محمد بن صالح السادة
محمد بن صالح السادة (انگلیسی: Mohammed Saleh Al Sada) سیاست‌مدار و مدیر ارشد اجرایی قطری است، که هم‌اکنون به‌عنوان وزیر انرژی و صنایع قطر، همچنین رئیس هیئت مدیره شرکت قطر پترولیوم فعالیت می‌کند.